# 羧酶体

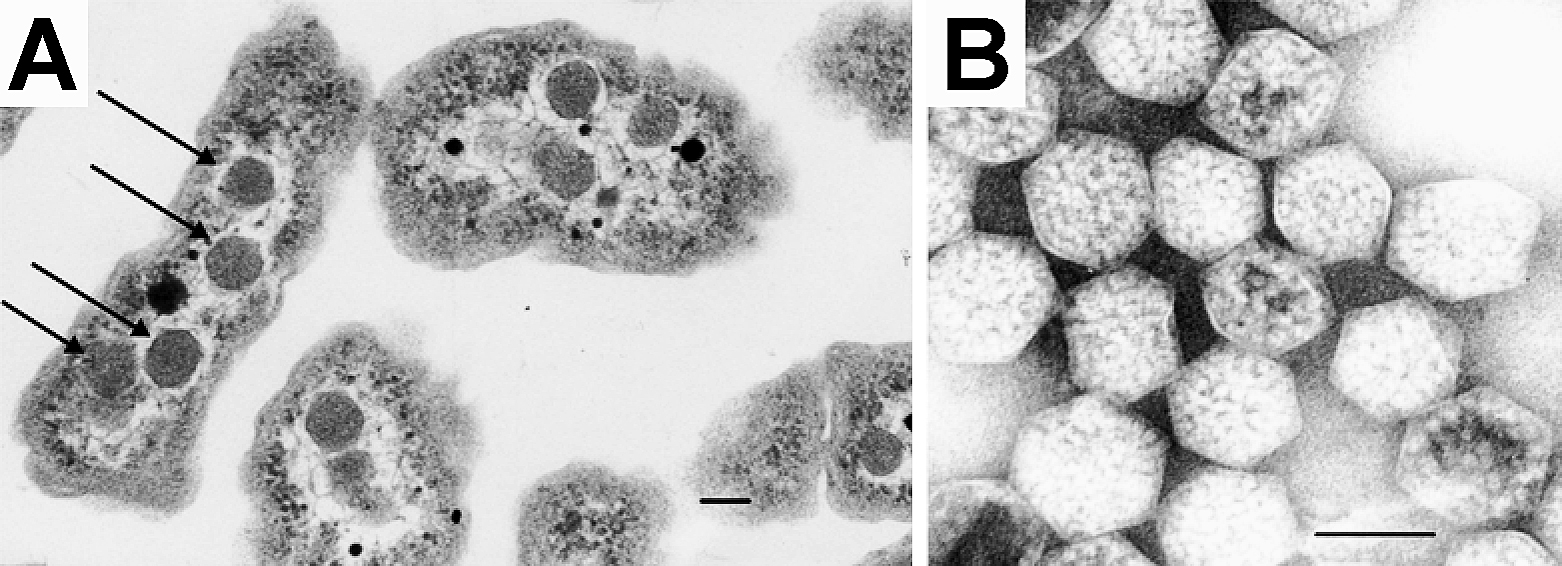
化學自營細菌Halothiobacillus neapolitanus的羧酶体（電子顯微鏡圖像），比例尺為100奈米

羧酶体（英語：carboxysome）是一種細菌微區室，為細菌微區室中被研究最多者。羧酶体為多面體的蛋白結構，外為結構蛋白（BMC-H、BMC-P與BMC-T），內為RuBisCO（固碳酵素）與碳酸酐酶兩種酵素。此胞器最早於1956年在藍菌Phormidium uncinatum中發現，後來也在數種其他藍菌與化學自營細菌（亦進行固碳）中發現，包括鹽硫杆狀菌、酸硫杆狀菌與硝化菌等
。1973年研究人員首次自Halothiobacillus neapolitanus純化羧酶体。
羧酶体可能是細菌因應大氣中氧氣濃度上升演化出的機制，因氧氣會與二氧化碳競爭RuBisCO的結合位，羧酶体提供了二氧化碳濃度較高的微環境，碳酸酐酶生成二氧化碳後可馬上將其供應給RuBisCO進行固碳，避免發生光呼吸的損耗。

## 結構

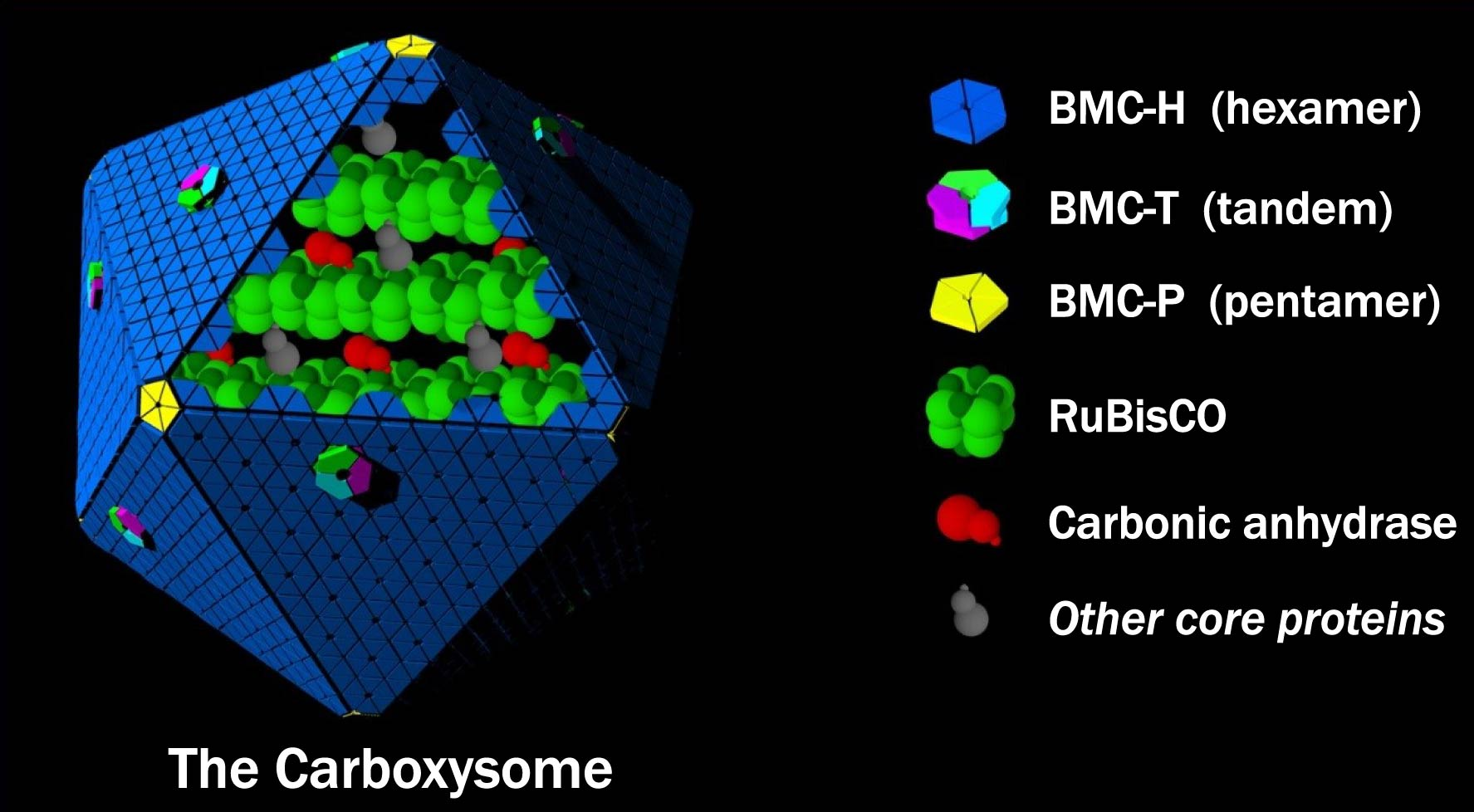
羧酶体的結構模型，RuBP與碳酸酐酶被結構蛋白包裹與其中

低溫電子顯微鏡顯示羧酶体的形狀為正二十面體或接近正二十面體，其外殼為數千個蛋白複合體組成，包裹內部的RuBisCO與碳酸酐酶。外殼蛋白大多為組成六聚體的BMC-H，也有少數為組成三聚體的BMC-T與組成五聚體的BMC-P（兩者皆為形似六聚體的假六聚體）
。BMC-H六聚體中間的孔洞可供固碳作用的受質（碳酸根離子）與產物（3-磷酸甘油酸）經擴散作用進出，此區域帶正電的氨基酸可協助擴散進行；BMC-P占據正二十面體的頂點；BMC-T三聚體中間的孔洞較大且可受調控開關，可使固碳作用較大的受質（RuBP）與產物（3-磷酸甘油酸）進出。

## 種類

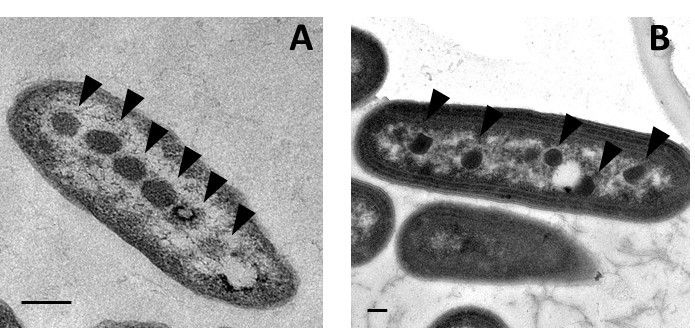
（A）Halothiobacillus neapolitanus的α型羧酶体；（B）细长聚球蓝细菌的β型羧酶体。比例尺為200奈米

羧酶体可分為α與β兩型，前者存在α型藍菌、硝化菌、硫氧化菌與紫細菌中，後者則存在部分藍菌中，兩者外觀相似，但組成的蛋白種類有異，其組成細節、組裝機制可能也有差異，經分析外殼蛋白的序列顯示兩型的羧酶体應是獨立演化產生的。

### α型羧酶体
α型羧酶体又稱cso型羧酶体，其中的RuBisCO為IA型，為最早被純化、研究的細菌微區室。此類羧酶体的直徑約為100至160奈米，BMC-H的種類為CsoS1A、B、C等，BMC-P的種類為CsoS4A、B等，BMC-T的種類則為CsoS1D。

### β型羧酶体
β型羧酶体的體積一般大於α型羧酶体，其直徑約為200至400奈米，其中的RuBisCO為IB型。此類羧酶体中的蛋白由Ccm基因編碼，其BMC-H為CcmK、BMC-P為CcmL，BMC-T則為CcmO，其組裝為由內至外，即內部的酵素先組裝後，再被外部的結構蛋白包裹。

## 應用
羧酶体為合成生物學研究所關注，已有研究透過基因轉殖成功在大腸桿菌中表現α型羧酶体，也有生物工程研究透過微調羧酶体外殼蛋白而影響其性質。透過基因轉殖將羧酶体轉入作物的葉綠體中可能可顯著提升其固碳作用的效率而增加產量，目前已有相關研究進行中。